# Присяга лікаря Радянського Союзу

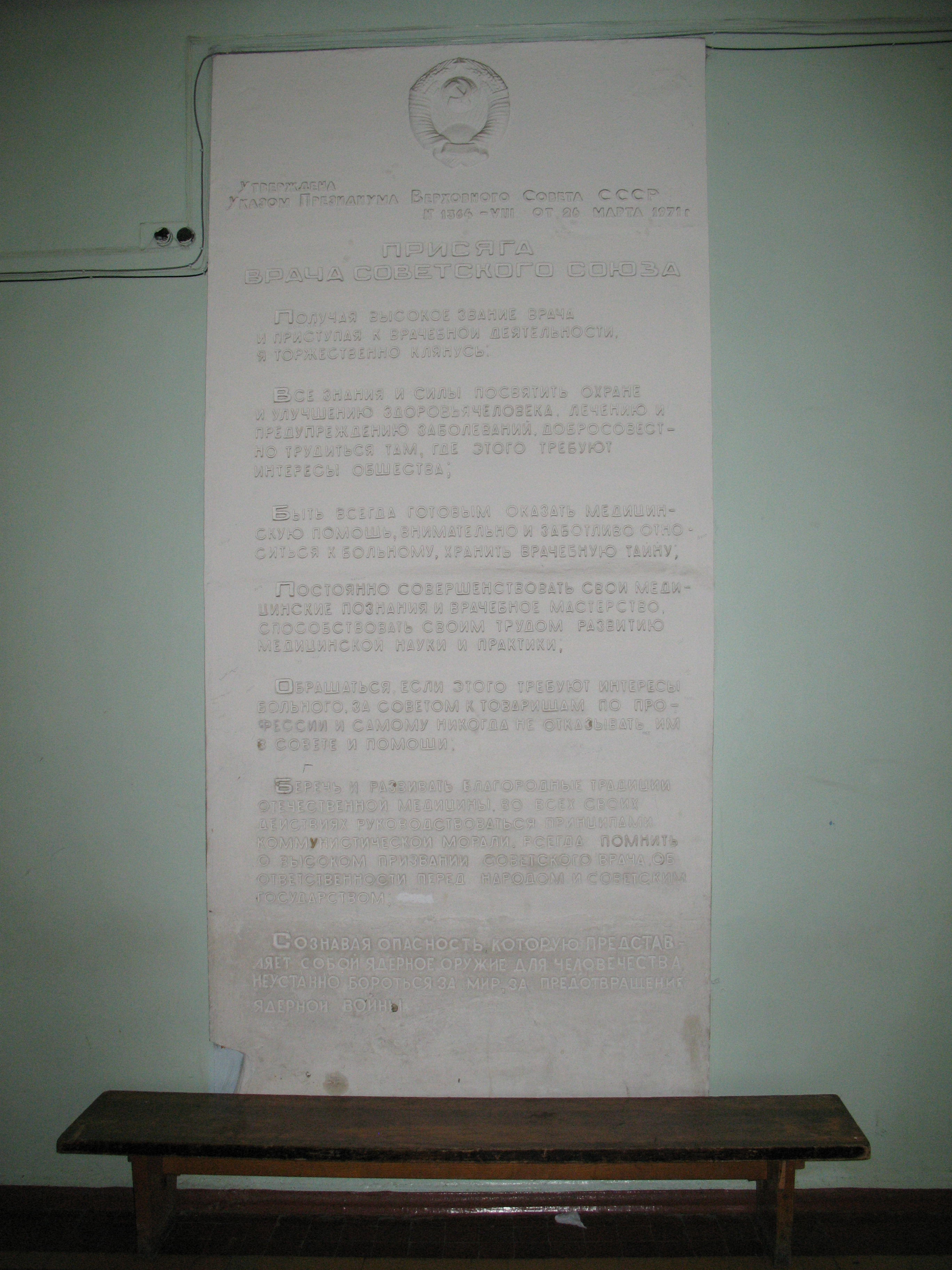
Фото присяги в холі морфологічного корпусу Донецького національного медичного університету

Присяга лікаря Радянського Союзу — урочиста й офіційна клятва, яку давали випускники вищих медичних закладів Радянського Союзу.
Текст присяги затверджено Наказом Президіуму Верховної Ради СРСР 26 березня 1971 року.
На заміну Присязі лікаря Радянського Союзу в 1992 році прийшла Клятва лікаря України.

## Текст присяги
Присяга лікаря Радянського Союзу
Отримуючи високе звання лікаря і приступаючи до лікарської діяльності, я урочисто присягаю:
- всі знання і сили віддати охороні й поліпшенню здоров'я людини, лікуванню і запобіганню захворюванням, сумлінно працювати там, де цього вимагають інтереси суспільства;
- бути завжди готовим надати медичну допомогу, уважно і дбайливо ставитися до хворого, зберігати лікарську таємницю;
- постійно вдосконалювати свої медичні знання і лікарську майстерність, сприяти своєю працею розвитку медичної науки і практики;
- звертатися, коли цього вимагають інтереси хворого, за порадою до товаришів по професії і самому ніколи не відмовляти їм у пораді та допомозі;
- берегти і розвивати благородні традиції вітчизняної медицини, в усіх своїх діях керуватися принципами комуністичної моралі, завжди пам'ятати про високе покликання радянського лікаря, про відповідальність перед Народом і Радянською державою;
- усвідомлюючи небезпеку, яку несе за собою ядерна зброя для людства, невтомно боротися за мир, за відвернення ядерної війни.

Вірність цій присязі клянусь пронести через усе своє життя.